# Кабанеляс
Кабанеляс (кат. Cabanelles) - муніципалітет, розташований в Автономній області Каталонія, в Іспанії. Знаходиться у районі (кумарці) Ал Ампурда провінції Жирона, згідно з новою адміністративною реформою перебуватиме у складі баґарії Жирона.

## Населення
Населення міста (у 2007 р.) становить 242 особи (з них менше 14 років - 8,7%, від 15 до 64 - 68,6%, понад 65 років - 22,7%). У 2006 р. народжуваність склала 2 особи, смертність - 1 особа, зареєстровано 0 шлюбів. У 2001 р. активне населення становило 100 осіб, з них безробітних - 6 осіб.

Серед осіб, які проживали на території міста у 2001 р., 188 народилися в Каталонії (з них 102 особи у тому самому районі, або кумарці), 17 осіб приїхало з інших областей Іспанії, а 20 осіб приїхало з-за кордону. 

Університетську освіту має 9,4% усього населення. 

У 2001 р. нараховувалося 87 домогосподарств (з них 29,9% складалися з однієї особи, 29,9% з двох осіб,9,2% з 3 осіб, 20,7% з 4 осіб, 8% з 5 осіб, 0% з 6 осіб, 0% з 7 осіб, 2,3% з 8 осіб і 0% з 9 і більше осіб).

Активне населення міста у 2001 р. працювало у таких сферах діяльності : у сільському господарстві - 29,8%, у промисловості - 8,5%, на будівництві - 10,6% і у сфері обслуговування -51,1%. 

 У муніципалітеті або у власному районі (кумарці) працює 59 осіб, поза районом - 50 осіб.

### Безробіття
У 2007 р. нараховувалося 4 безробітних (у 2006 р. - 4 безробітних), з них чоловіки становили 50%, а жінки - 50%.

## Економіка

### Підприємства міста

#### Промислові підприємства
| \| Промислові підприємства міста, за сферою діяльності \| Промислові підприємства міста, за сферою діяльності \| Промислові підприємства міста, за сферою діяльності \| \| Рік \| 2002 р. \| 2001 р. \| \| --------------------------------------------------- \| --------------------------------------------------- \| --------------------------------------------------- \| \| Енергетичні та водні ресурси \| 0% \| 0% \| \| Хімія та метали \| 0% \| 0% \| \| Переробка металів \| 0% \| 0% \| \| Продукти харчування \| 50% \| 100% \| \| Текстиль \| 0% \| 0% \| \| Виробництво меблів, видання \| 50% \| 0% \| \| Інше \| 0% \| 0% \| \| Усього підприємств \| 2 \| 1 \| |         |         |
| Промислові підприємства міста, за сферою діяльності |         |         |
| Рік | 2002 р. | 2001 р. |
| Енергетичні та водні ресурси | 0%      | 0%      |
| Хімія та метали | 0%      | 0%      |
| Переробка металів | 0%      | 0%      |
| Продукти харчування | 50%     | 100%    |
| Текстиль | 0%      | 0%      |
| Виробництво меблів, видання | 50%     | 0%      |
| Інше | 0%      | 0%      |
| Усього підприємств | 2       | 1       |

#### Роздрібна торгівля
| \| Підприємства роздрібної торгівлі міста, за сферою діяльності \| Підприємства роздрібної торгівлі міста, за сферою діяльності \| Підприємства роздрібної торгівлі міста, за сферою діяльності \| \| Рік \| 2002 р. \| 2001 р. \| \| ------------------------------------------------------------ \| ------------------------------------------------------------ \| ------------------------------------------------------------ \| \| Продукти харчування \| 100% \| 66,7% \| \| Одяг та взуття \| 0% \| 0% \| \| Товари для дому \| 0% \| 0% \| \| Книги та періодичні видання \| 0% \| 0% \| \| Промислова хімічна продукція \| 0% \| 33,3% \| \| Продукція, пов'язана з транспортними засобами \| 0% \| 0% \| \| Інше \| 0% \| 0% \| \| Усього підприємств \| 2 \| 3 \| |         |         |
| Підприємства роздрібної торгівлі міста, за сферою діяльності |         |         |
| Рік | 2002 р. | 2001 р. |
| Продукти харчування | 100%    | 66,7%   |
| Одяг та взуття | 0%      | 0%      |
| Товари для дому | 0%      | 0%      |
| Книги та періодичні видання | 0%      | 0%      |
| Промислова хімічна продукція | 0%      | 33,3%   |
| Продукція, пов'язана з транспортними засобами | 0%      | 0%      |
| Інше | 0%      | 0%      |
| Усього підприємств | 2       | 3       |

#### Сфера послуг
| \| Підприємства міста, що працюють у сфері послуг, за діяльністю \| Підприємства міста, що працюють у сфері послуг, за діяльністю \| Підприємства міста, що працюють у сфері послуг, за діяльністю \| \| Рік \| 2002 р. \| 2001 р. \| \| ------------------------------------------------------------- \| ------------------------------------------------------------- \| ------------------------------------------------------------- \| \| Гуртова торгівля \| 30% \| 20% \| \| Готелі та готельний бізнес \| 30% \| 30% \| \| Транспорт та зв'язок \| 10% \| 10% \| \| Посередницькі фінансові послуги \| 0% \| 0% \| \| Послуги підприємствам \| 0% \| 0% \| \| Послуги фізичним особам \| 30% \| 40% \| \| Нерухомість та ін. \| 0% \| 0% \| \| Усього підприємств \| 10 \| 10 \| |         |         |
| Підприємства міста, що працюють у сфері послуг, за діяльністю |         |         |
| Рік | 2002 р. | 2001 р. |
| Гуртова торгівля | 30%     | 20%     |
| Готелі та готельний бізнес | 30%     | 30%     |
| Транспорт та зв'язок | 10%     | 10%     |
| Посередницькі фінансові послуги | 0%      | 0%      |
| Послуги підприємствам | 0%      | 0%      |
| Послуги фізичним особам | 30%     | 40%     |
| Нерухомість та ін. | 0%      | 0%      |
| Усього підприємств | 10      | 10      |

## Житловий фонд
У 2001 р. 0% усіх родин (домогосподарств) мали житло метражем до 59 м², 2,3% - від 60 до 89 м², 29,9% - від 90 до 119 м² і
67,8% - понад 120 м².

З усіх будівель у 2001 р. 13,7% було одноповерховими, 85,3% - двоповерховими, 1,1
% - триповерховими, 0% - чотириповерховими, 0% - п'ятиповерховими, 0% - шестиповерховими,
0% - семиповерховими, 0% - з вісьмома та більше поверхами.

## Автопарк
| \| Автомобілі, зареєстровані у місті, за призначенням \| Автомобілі, зареєстровані у місті, за призначенням \| Автомобілі, зареєстровані у місті, за призначенням \| \| Рік \| 2006 р. \| 2005 р. \| \| -------------------------------------------------- \| -------------------------------------------------- \| -------------------------------------------------- \| \| Приватні автомобілі \| 59,7% \| 60,2% \| \| Мотоцикли \| 10,8% \| 10,4% \| \| Вантажівки \| 26,1% \| 25,6% \| \| Трактори \| 0% \| 0,3% \| \| Автобуси та ін. \| 3,4% \| 3,5% \| \| Усього автомобілів \| 295 шт. \| 289 шт. \| |         |         |
| Автомобілі, зареєстровані у місті, за призначенням |         |         |
| Рік | 2006 р. | 2005 р. |
| Приватні автомобілі | 59,7%   | 60,2%   |
| Мотоцикли | 10,8%   | 10,4%   |
| Вантажівки | 26,1%   | 25,6%   |
| Трактори | 0%      | 0,3%    |
| Автобуси та ін. | 3,4%    | 3,5%    |
| Усього автомобілів | 295 шт. | 289 шт. |

## Вживання каталанської мови
У 2001 р. каталанську мову у місті розуміли 98,2% усього населення (у 1996 р. - 97,8%), вміли говорити нею 92,9% (у 1996 р. - 
95,6%), вміли читати 92,9% (у 1996 р. - 90,3%), вміли писати 65,3
% (у 1996 р. - 55,8%). Не розуміли каталанської мови 1,8%.

## Політичні уподобання
У виборах до Парламенту Каталонії у 2006 р. взяло участь 104 особи (у 2003 р. - 126 осіб). Голоси за політичні сили розподілилися таким чином:
| \| Вибори до Парламенту Каталонії \| Вибори до Парламенту Каталонії \| Вибори до Парламенту Каталонії \| \| Рік \| 2006 р. \| 2003 р. \| \| -------------------------------------- \| ------------------------------ \| ------------------------------ \| \| Конвергенція та Єднання (CiU) \| 50% \| 37,3% \| \| Соціалістична партія Каталонії (PSC) \| 11,5% \| 15,1% \| \| Народна партія (PP) \| 8,7% \| 8,7% \| \| Ініціатива за зелену Каталонію (IC) \| 10,6% \| 7,9% \| \| Республіканська лівиця Каталонії (ERC) \| 17,3% \| 27,8% \| \| Громадянська партія (C's) \| 1% \| 0% \| \| Інші \| 1% \| 3,2% \| |         |         |
| Вибори до Парламенту Каталонії |         |         |
| Рік | 2006 р. | 2003 р. |
| Конвергенція та Єднання (CiU) | 50%     | 37,3%   |
| Соціалістична партія Каталонії (PSC) | 11,5%   | 15,1%   |
| Народна партія (PP) | 8,7%    | 8,7%    |
| Ініціатива за зелену Каталонію (IC) | 10,6%   | 7,9%    |
| Республіканська лівиця Каталонії (ERC) | 17,3%   | 27,8%   |
| Громадянська партія (C's) | 1%      | 0%      |
| Інші | 1%      | 3,2%    |